# Selen Öztürk
Selen Öztürk (ur. 23 lipca 1980 w Izmirze) – turecka aktorka i lektorka.

## Życiorys
Öztürk urodziła się w 1980 roku w Izmirze. Jej matka była Turczynką cypryjską z Cypru Północnego, a ojciec pochodził z Uşak W 2004 roku Öztürk ukończyła Państwowe Konserwatorium na Uniwersytecie Hacettepe. Wkrótce po ukończeniu studiów przeprowadziła się do Stambułu i rozpoczęła karierę sceniczną. Oprócz kariery aktorskiej wystąpiła w różnych filmach i serialach telewizyjnych, przede wszystkim w Muhteşem Yüzyıl jako Gülfem Hatun oraz w Payitaht: Abdülhamid jako Seniha Sultan. Od 1994 roku pracowała jako aktorka głosowa i podkładała głos pod postacie w tureckich wersjach filmów z dubbingiem, takich jak Nieznośna lekkość bytu, Léon: profesjonalista, Layer Cake i Sin City.

## Filmografia

### Filmy
- Aşkları Ege'de Kaldı - 2002
- Kukla (short Film) - 2007
- Sonsuz - (Nurse Ayten) - 2009
- Çilek - (Ceren) - 2014[4]
- Daha - 2017[5]
- Çiçero  - 2019
- Pocket Hercules: Naim Suleymanoglu - 2019[6]
- Kağıttan Hayatlar - 2021[7]

### Seriale
- Kara Yılan - (Asiye) - 2007[8]
- Bir Varmış Bir Yokmuş - (Sema) - 2008
- Muhteşem Yüzyıl - (Gülfem Hatun) - 2011–2014[9]
- Benim Adım Gültepe - (Meziyet) - 2014[10]
- Serçe Sarayı - (Aliye) - 2015[11]
- Hatırla Gönül - (Figen) - 2015[12]
- Payitaht: Abdülhamid - (Seniha Sultan) - 2017–2019[13]
- Azize - (Tuna Alpan) - 2019[14]
- Atiye - (Seher Altın) - 2020
- Çocukluk - (Gülay) - 2020
- Misafir - (Nazan) - 2021